# B-Park
Het B-Park is een winkelcentrum in de Belgische stad Brugge. Het is 42.000 m² groot en ligt in het noorden van het bedrijventerrein Blauwe Toren, in de wijk Sint-Pieters-op-den-Dijk.
Het B-Park huisvest onder meer de grootste hypermarkt van Vlaanderen, een 14.000 m² grote vestiging van Carrefour. Andere grote vestigingen zijn deze van Décathlon, Krëfel en DreamLand. Daarnaast bevinden er zich vestigingen van onder meer Èggo, Leen Bakker, Maisons du monde, Sports Direct, Sleepworld en Lunch Garden. Er werken in totaal ruim 450 mensen.
De bouw van het B-Park startte in augustus 2007. De opening van het winkelcentrum voor het publiek vond plaats op woensdag 22 oktober 2008.
De parking biedt plaats aan 2000 wagens en er zijn overdekte fietsenstallingen voor 400 fietsen.